# پاتنوس
پاتنوس (به ترکی استانبولی: Patnos) شهری است در کشور ترکیه که در استان آغری واقع شده‌است. جمعیت این شهر بر اساس سرشماری سال ۲۰۰۸ میلادی ۶۲٬۰۶۸ نفر و بر اساس برآوردهای سال ۲۰۰۹ میلادی ۵۷٬۰۱۵ نفر می‌باشد.